# Friesella schrottkyi
Friesella schrottkyi är en biart som först beskrevs av Heinrich Friese 1900.  Friesella schrottkyi ingår i släktet Friesella och familjen långtungebin. Inga underarter finns listade i Catalogue of Life.